# Oude Plantage
De Oude Plantage is een klein stadspark in de Rotterdamse wijk Kralingen. Het park is gelegen tussen de Nieuwe Maas, de Maasboulevard en de nieuwbouwwijk De Esch op het oude Drinkwaterleidingterrein.

## Geschiedenis
Het buitendijkse gebied van de Oude Plantage is in 1688 gekocht door de stad Rotterdam. Het gebied lag tussen de Honingerdijk en de Nieuwe Maas ten zuidoosten van de stad.
In 1769 liet Rotterdam de Oude Plantage aanleggen, het eerste stadspark van Rotterdam. Het park was echter geen succes bij het publiek, onder meer vanwege de stankoverlast van een nabijgelegen traankokerij. In 1790 kocht het stadsbestuur de traankokerij en beëindigde daarmee de overlast.
In de 19e eeuw raakte de Oude Plantage in verval. In 1897 onderging de Oude Plantage een opknapbeurt onder leiding van de gemeentelijke tuinarchitect D.G. Vervooren. Sinds het park door de woningbouw in Kralingen minder afgelegen lag werd het meer gebruikt.
Tijdens de hongerwinter werd de Oude Plantage door de bewoners gekapt en als brandhout gebruikt. Pas in 1964 werd het herstel ter hand genomen. De Oude Plantage was intussen op deltahoogte gebracht en werd opnieuw beplant.

## Huidige situatie
De Oude Plantage wordt nog steeds relatief weinig gebruikt. De geluidsoverlast van de Maasboulevard maakt het verblijf niet erg aantrekkelijk en bij de overgang van park naar rivier hebben veiligheidsoverwegingen en niet landschappelijke schoonheid de doorslag gegeven. De Oude Plantage biedt wel een mooi uitzicht over de Nieuwe Maas en de skyline van Rotterdam.
Albert Schweitzerplantsoen ·
Arboretum Trompenburg ·
Arboretum Hoogvliet ·
Dakpark ·
Getijdenpark Eiland van Brienenoord ·
Getijdenpark Feijenoord ·
Het Park ·
Hofbogenpark ·
Kralingse Bos ·
Museumpark ·
Nelson Mandelapark ·
Ommoordse veld ·
Oude Plantage ·
Park De Twee Heuvels ·
Park Honingen ·
Park Rozenburg ·
Park Schoonoord ·
Park Zestienhoven ·
Prinsenpark ·
Rietveldpark ·
Rijnhavenpark ·
Ruigeplaatbos ·
Semiramispark ·
Spinozapark ·
Vroesenpark ·
Wijktuin Ommoord ·
Wollefoppenpark ·
Zuiderpark